# Mercedes-Benz Baureihe 209
Die Mercedes-Benz Baureihe 209 war die Nachfolgebaureihe der im Juni 2002 eingestellten Mercedes-Benz Baureihe 208 und gehört zur CLK-Klasse. Der CLK wurde als Coupé (C 209) im Daimler-Werk Bremen und als Cabriolet (A 209) bei Karmann in Osnabrück hergestellt.
Technisch basiert dieser CLK auf der Plattform der C-Klasse (Baureihe 203).
Zwar ist W 209 keine offizielle Bezeichnung von Mercedes-Benz, wird als Sammelbegriff für die Varianten C 209 und A 209 dieser Baureihe aber so gehandhabt.
Seit der Markteinführung im Sommer 2002 wurden rund 360.000 Modelle ausgeliefert.
Das CLK Coupé wurde im Mai 2009 durch das auf der nachfolgenden C-Klasse basierende Modell Coupé C 207 ersetzt. Das Nachfolgemodell des Cabriolets wurde Ende März 2010 eingeführt.

## Karosserie
Die Karosserie ähnelt von vorne leicht der des Mercedes-Benz R 230 (SL-Klasse) und bietet vier Sitzplätze sowie einen Kofferraum von 435 (Coupé) bzw. 390 l (Cabrio). Das Cabriolet (Typ A 209) hat ein Stoffverdeck (in den Farben Schwarz, Blau oder Grau), das sich innerhalb von 25 Sekunden elektrohydraulisch öffnen und schließen lässt.
Der CLK ist etwas teurer als die C-Klasse. Sowohl Coupé als auch Cabrio werden nur in den beiden Ausstattungslinien Avantgarde und Elegance angeboten. Diese unterscheiden sich nur geringfügig voneinander, zum Beispiel im Innenraumdekor, durch spezifische Räder oder ein anderes Fahrwerk.

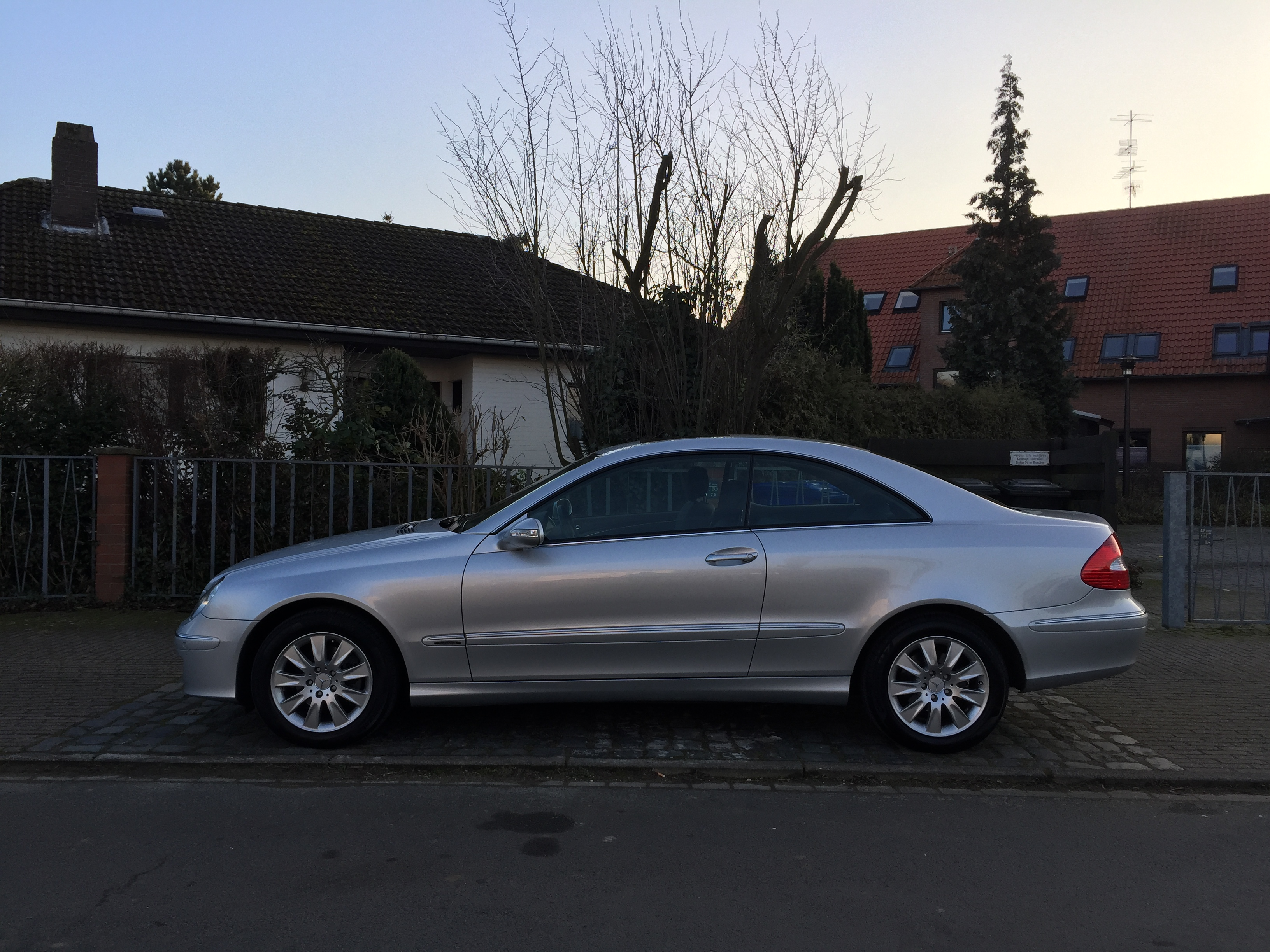
CLK 200
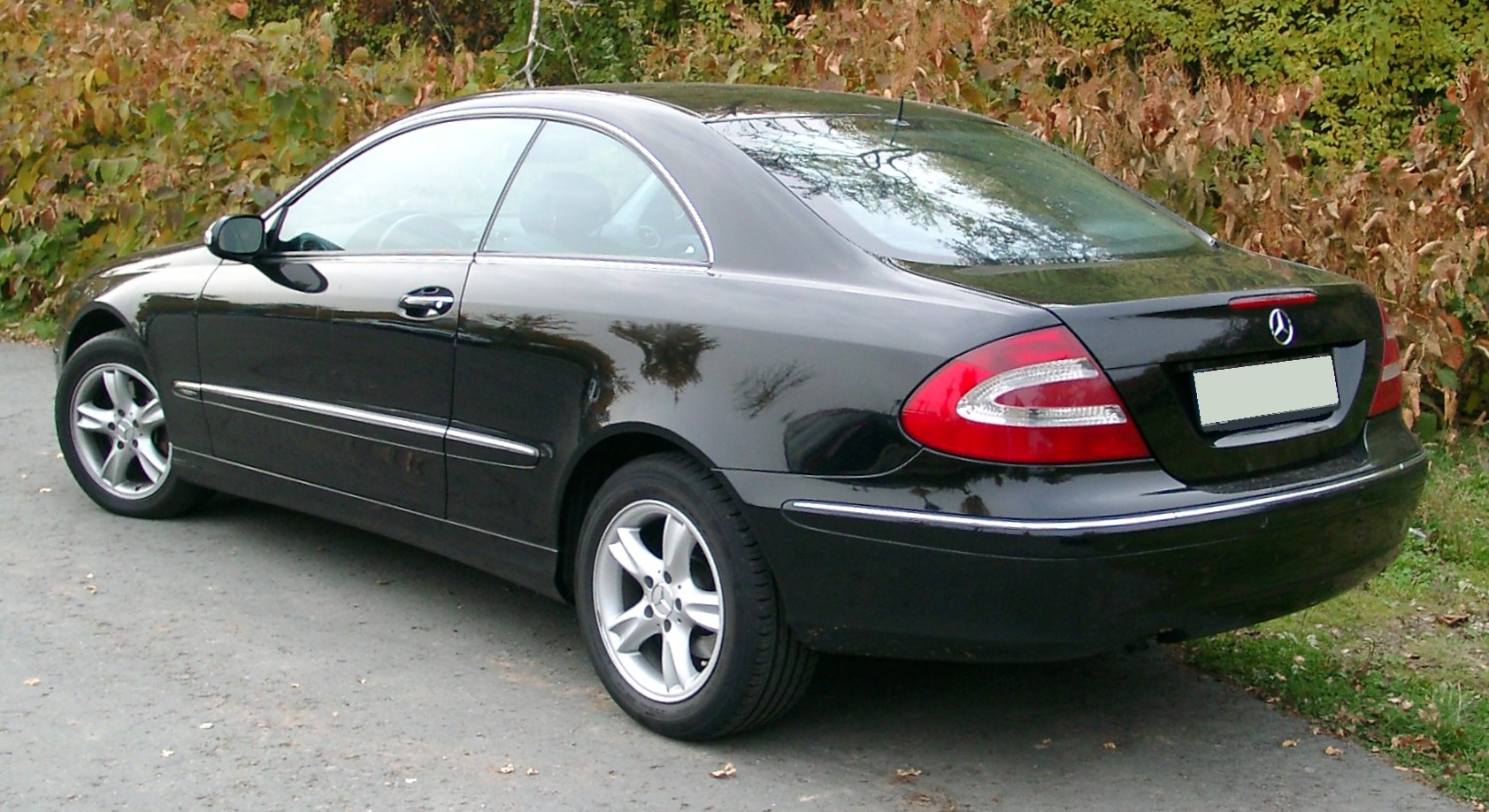
CLK von schräg hinten
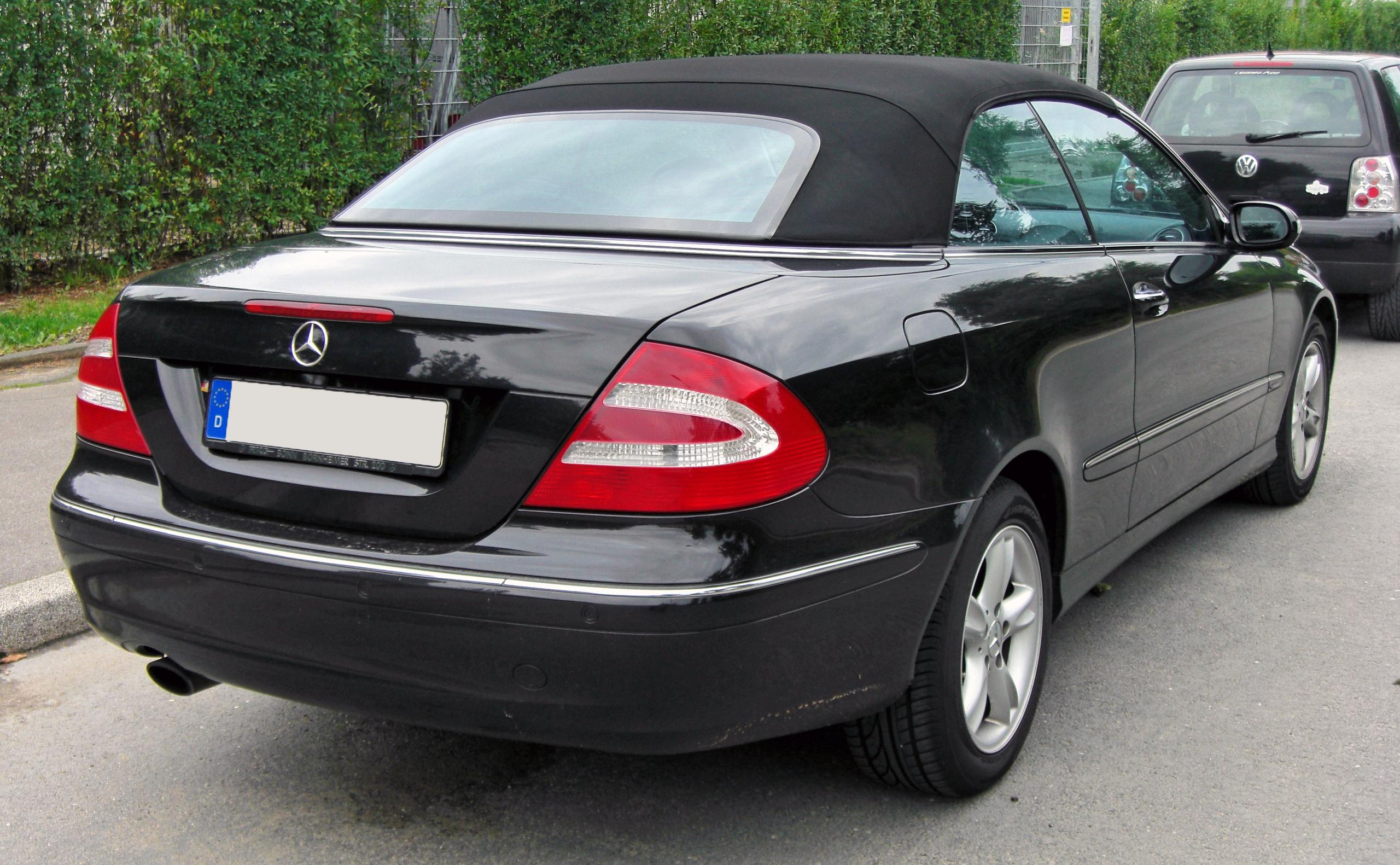
CLK Cabrio (2003–2005)
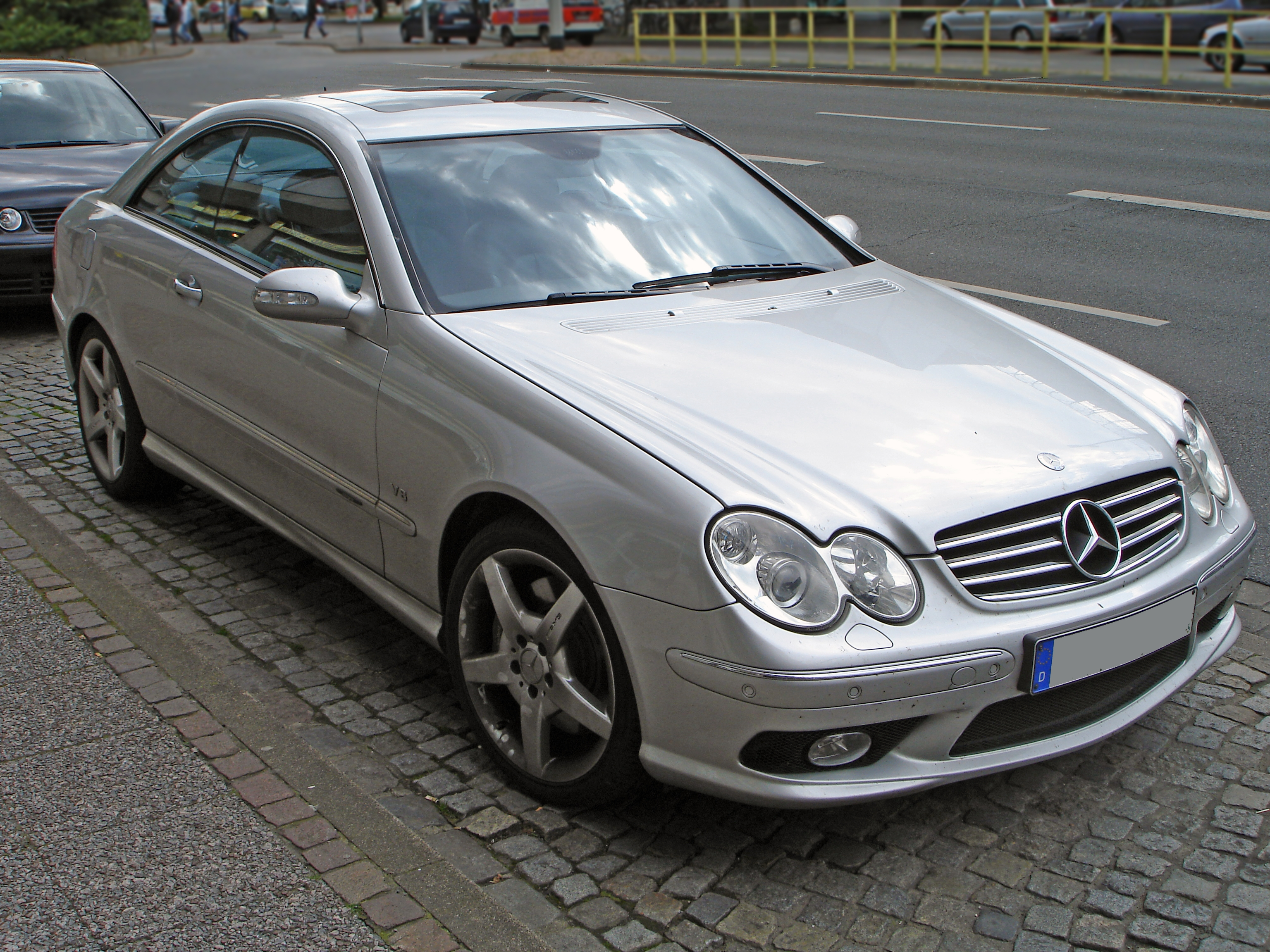
CLK 500 Coupé (2003–2005)
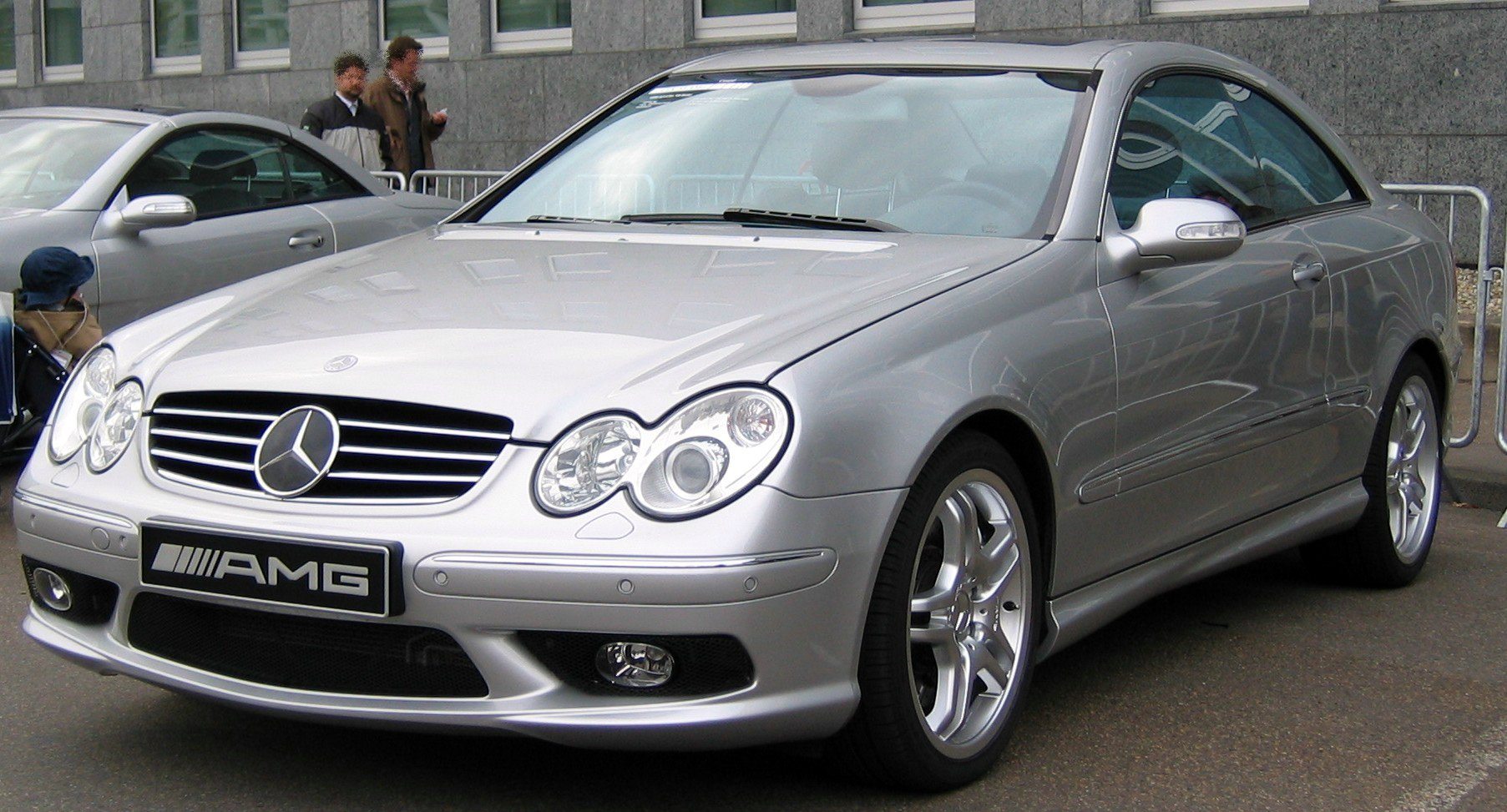
CLK 55 AMG (2003–2005)
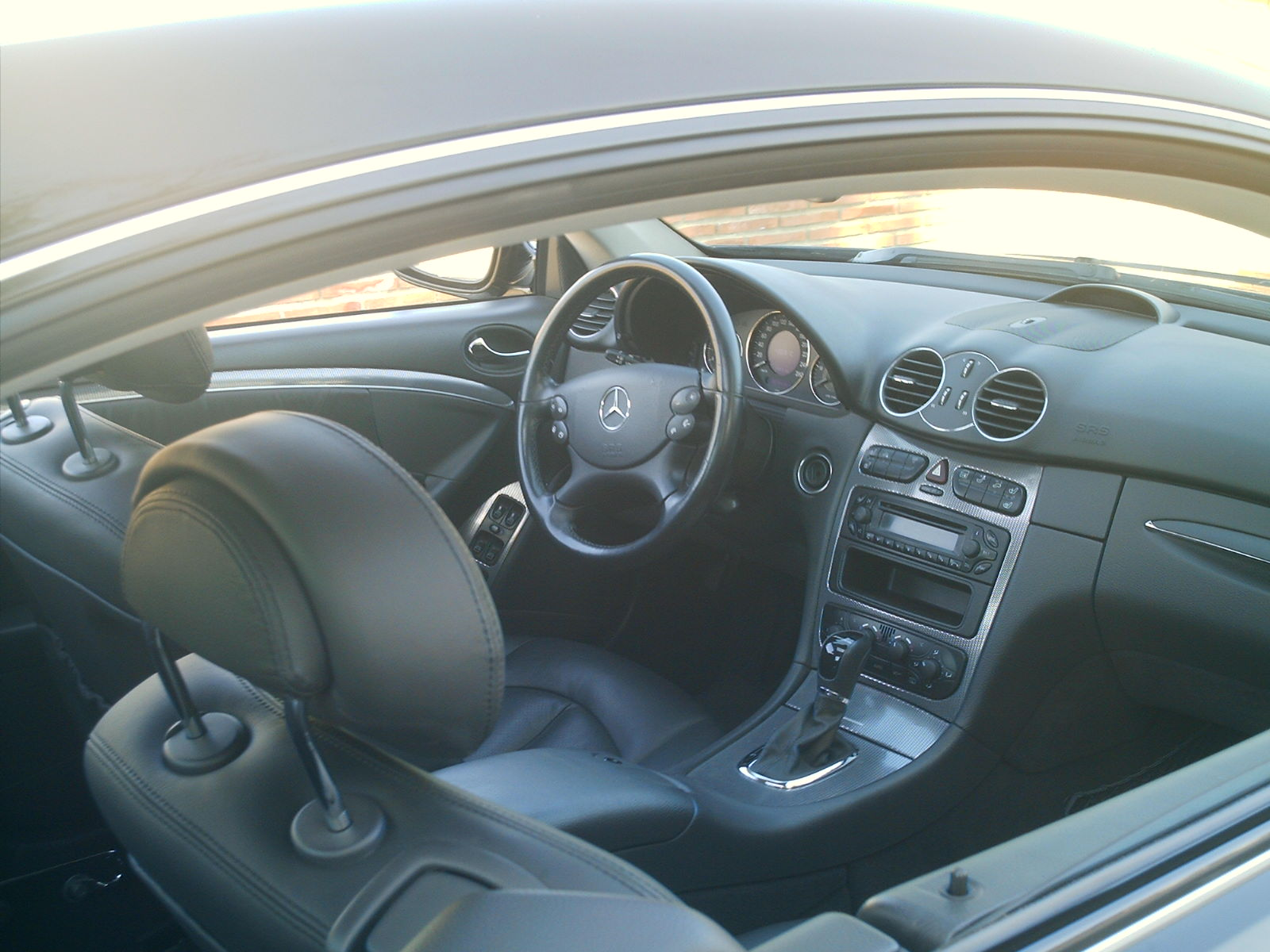
Interieur

## Modellpflege
2004
Im Juli 2004 überarbeitete Mercedes-Benz den CLK zum ersten Mal:
- neue Mittelkonsole (neue Schalter, Radiodesigns mit größerem Bildschirm, neuer Schalt- oder Wählhebel etc.)
- verbesserte Schaltung und direktere Lenkung
- Neue Lenkerlager an Vorder- und Hinterachse, die ohne Komforteinbußen ein agileres Kurvenverhalten ermöglichen, ein verstärkter Stabilisator an der Hinterachse.
- Sondermodell CLK DTM AMG Coupé

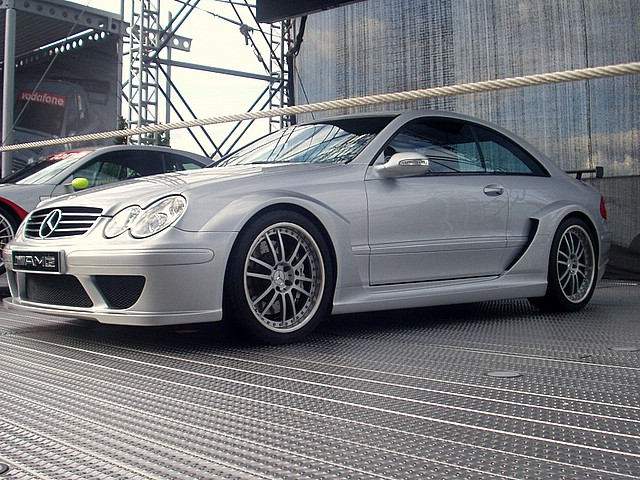
CLK DTM AMG (2004)

2005
Ab 2005 standen zwei neue Dieselmotoren zur Verfügung
- der CLK 220 CDI mit 110 kW (150 PS)
- der CLK 320 CDI mit 165 kW (224 PS)

Im Juni 2005 gab es dann eine größere Modellpflege:
- neue Frontschürze, neuer Kühlergrill, sowie eckig endende Rammschutzleisten
- neue Rückleuchten
- neues Kombiinstrument in Weiß bei der Ausstattungslinie Avantgarde
- neue Räder
- im Innenraum bessere Materialien
- Leder mit feineren Ziernähten
- Sondermodell CLK DTM AMG Cabriolet
- Zwei neue Motoren standen zur Verfügung
  - der CLK 280 mit 170 kW (231 PS)
  - der CLK 350 mit 200 kW (272 PS)

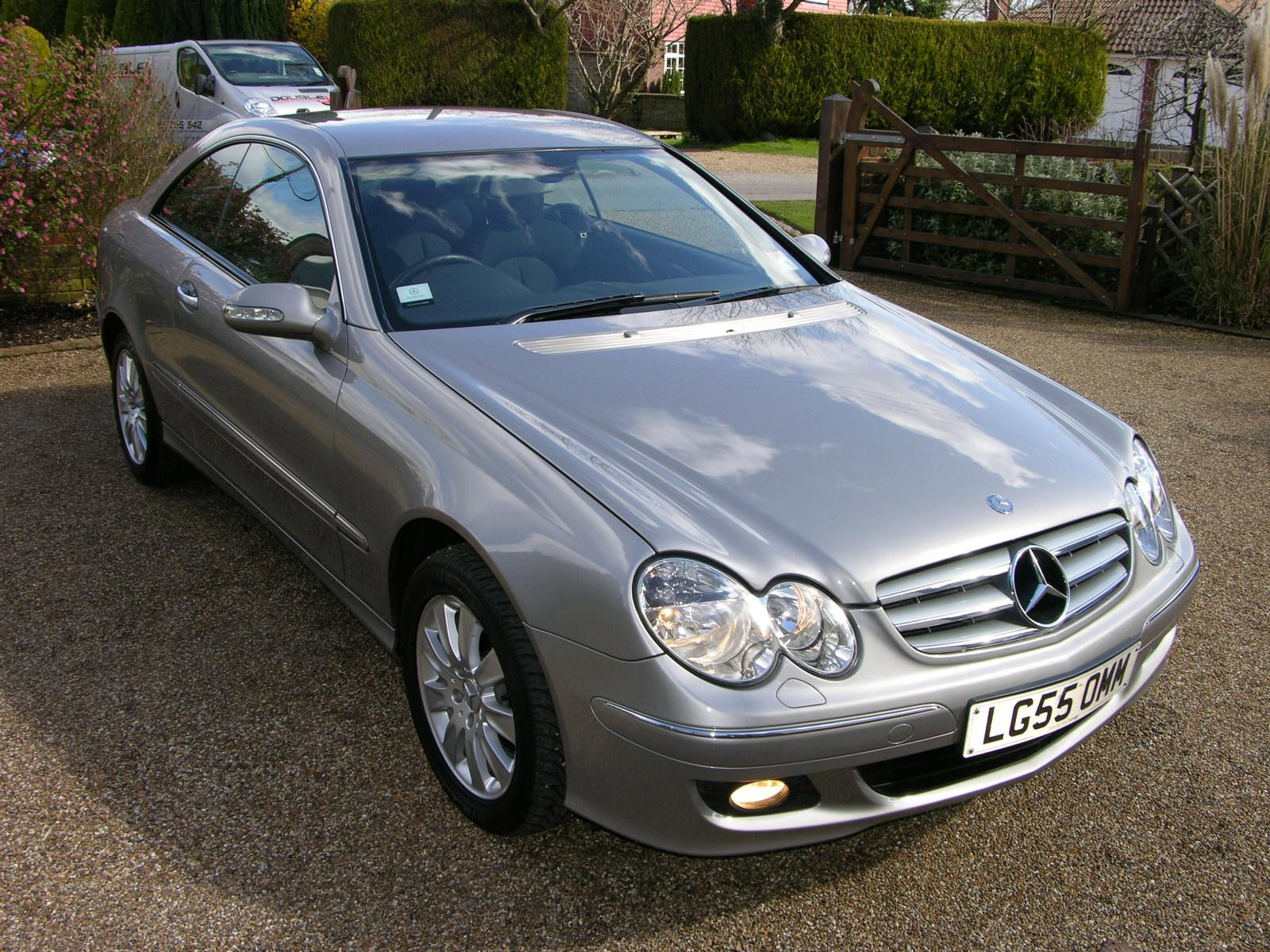
CLK 200 Kompressor (2005–2009)
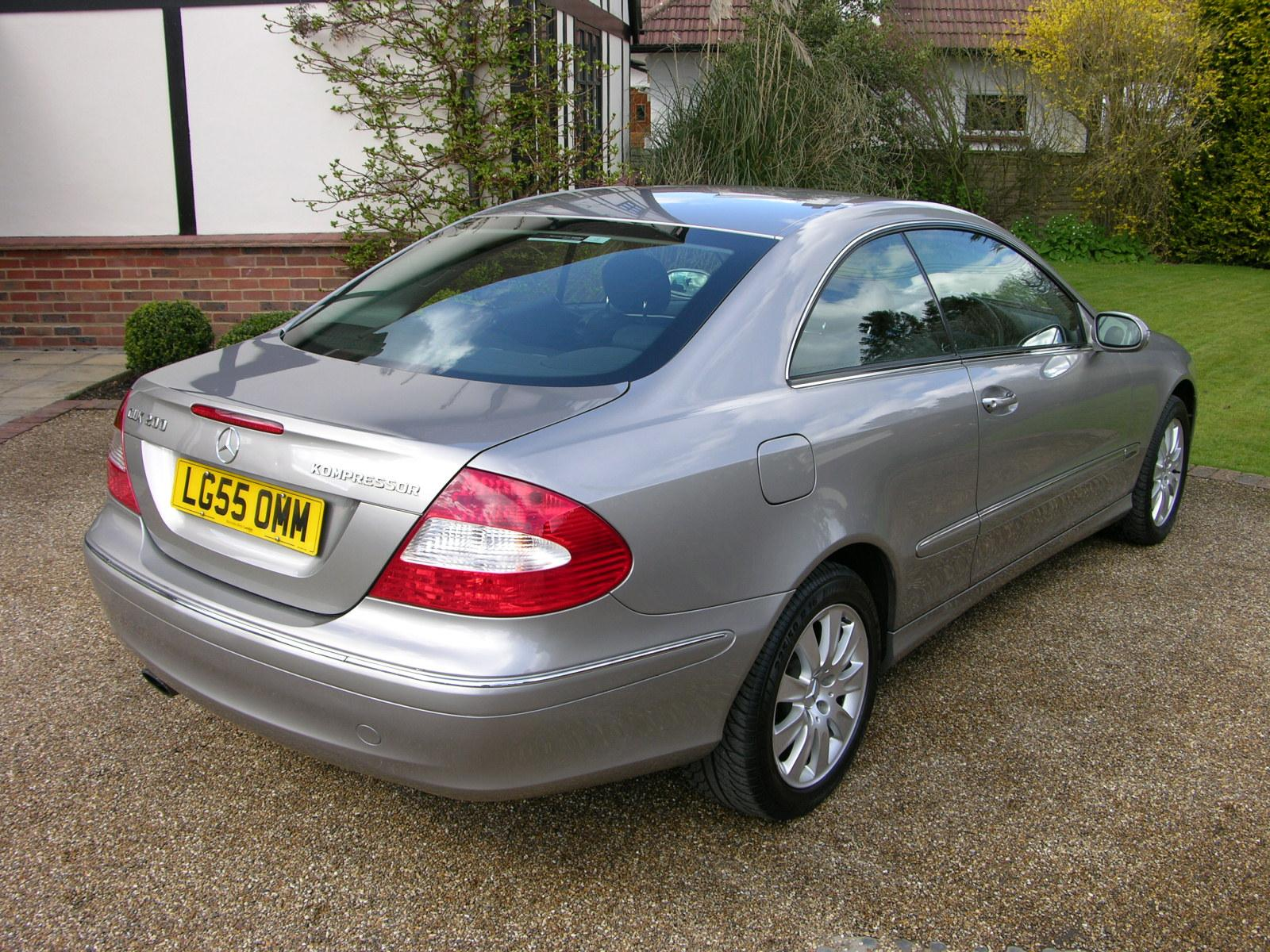
Heckansicht
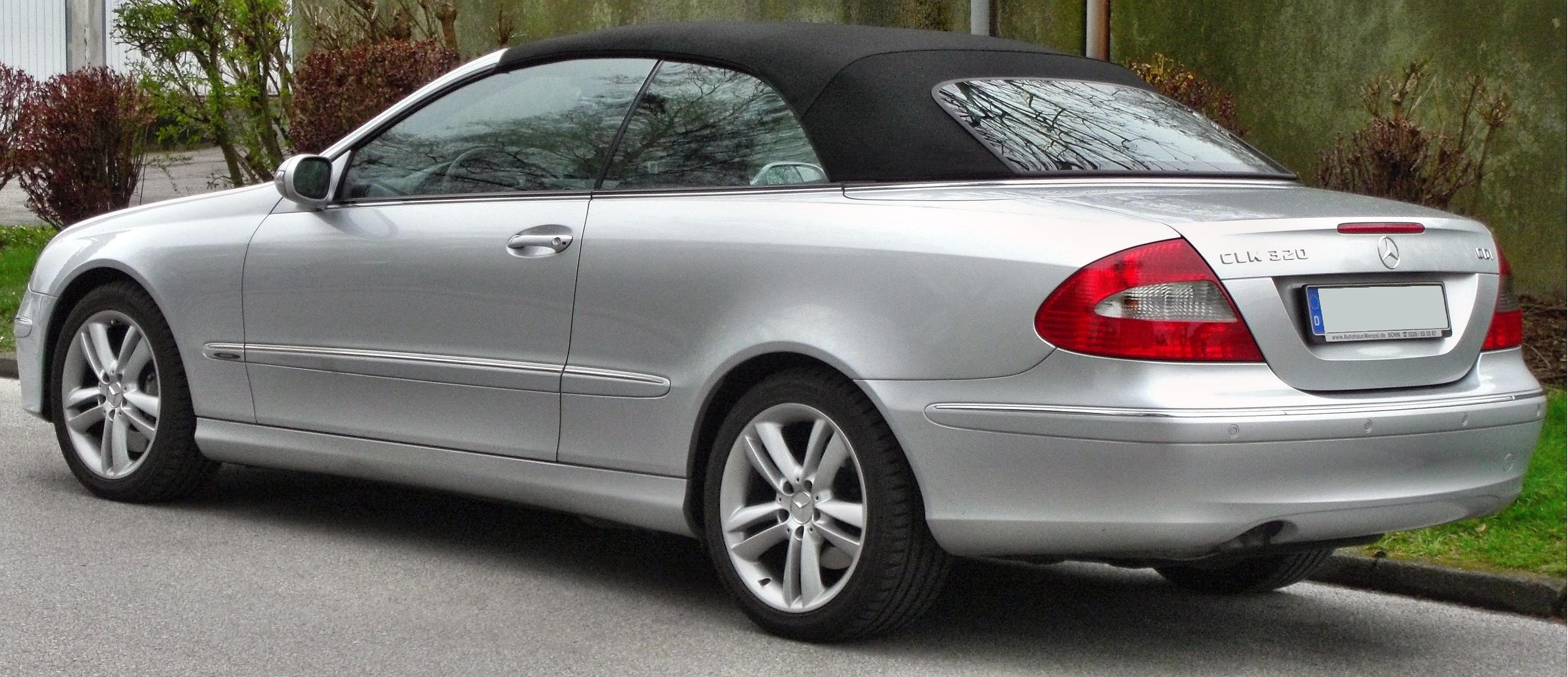
CLK 320 CDI Cabriolet (2005–2010)
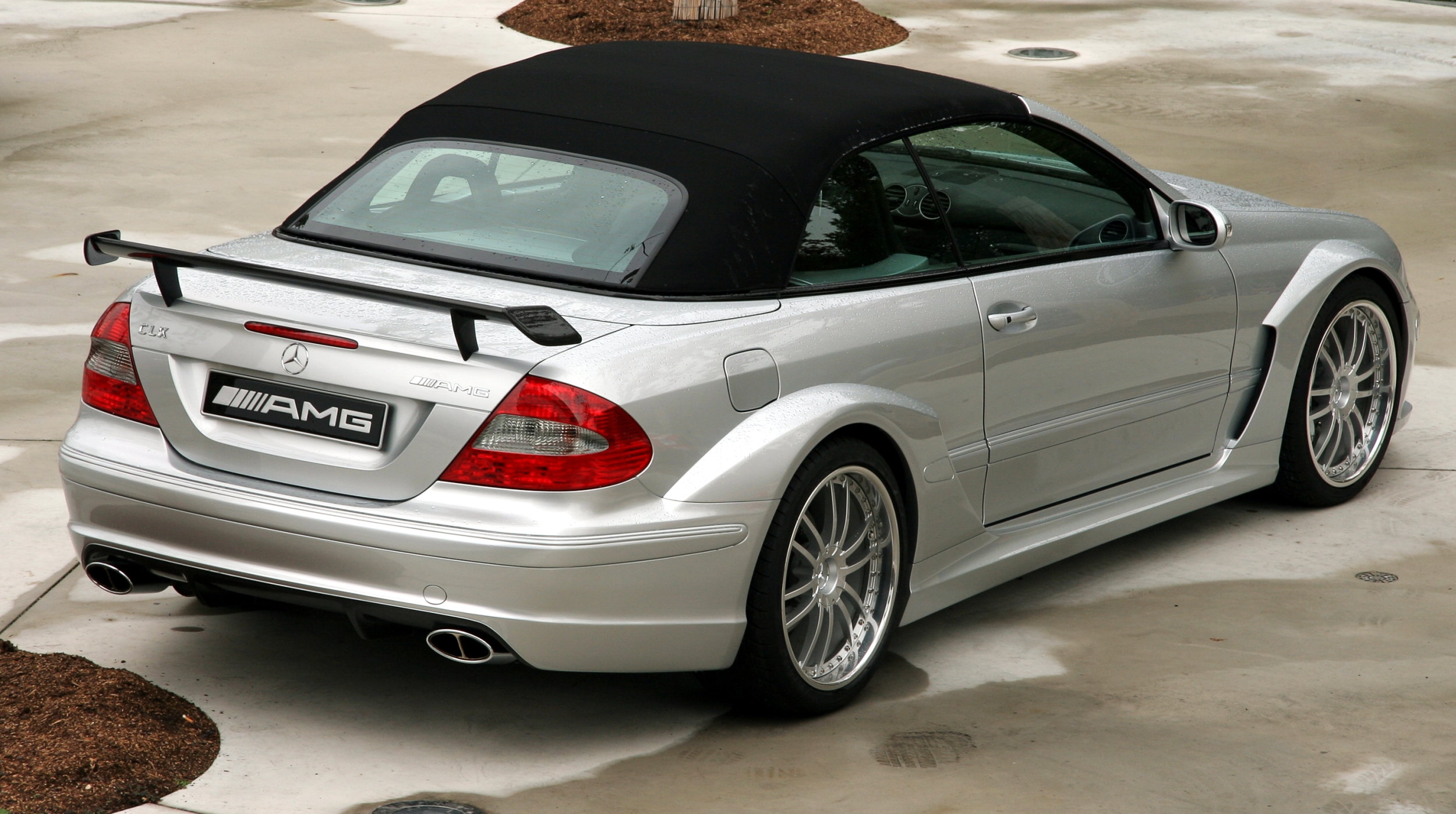
CLK DTM AMG Cabriolet (2005)

2006
ab 2006 standen zwei neue Motoren zur Verfügung
- der CLK 500 mit 285 kW (388 PS)
- der CLK 63 AMG mit 354 kW (481 PS).
- neues Ausstattungspaket: das Sport- und Styling-Paket, das unter anderem auch ein AMG-Styling enthält.

2007
- ab 2007 gab es einen neuen Motor: den CLK 200 Kompressor mit 135 kW (184 PS)
- Sondermodell des Performance Studios von AMG, der CLK 63 AMG Black Series mit 19 kW (26 PS) mehr Leistung

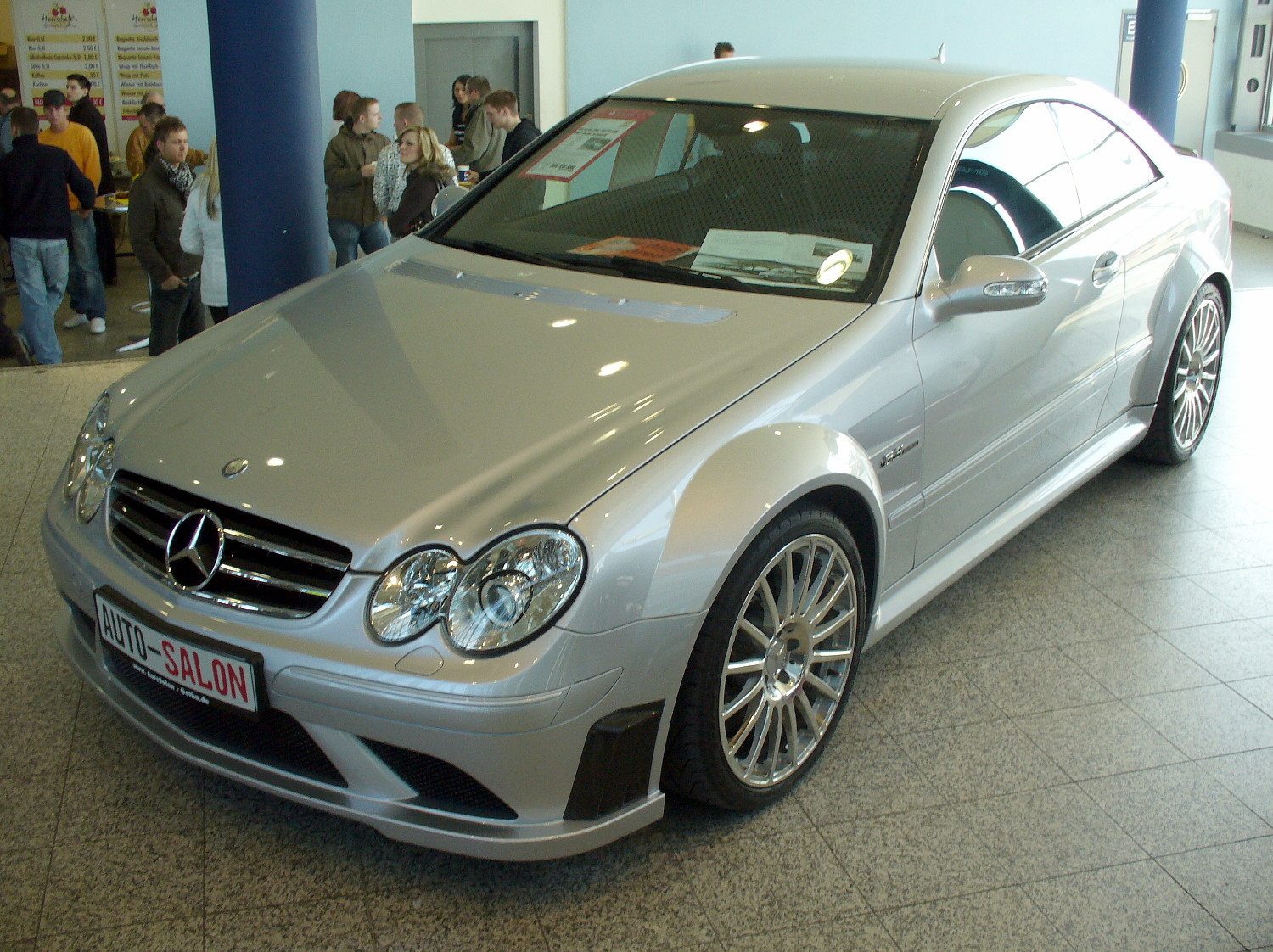
CLK 63 AMG Black Series (2007–2009)
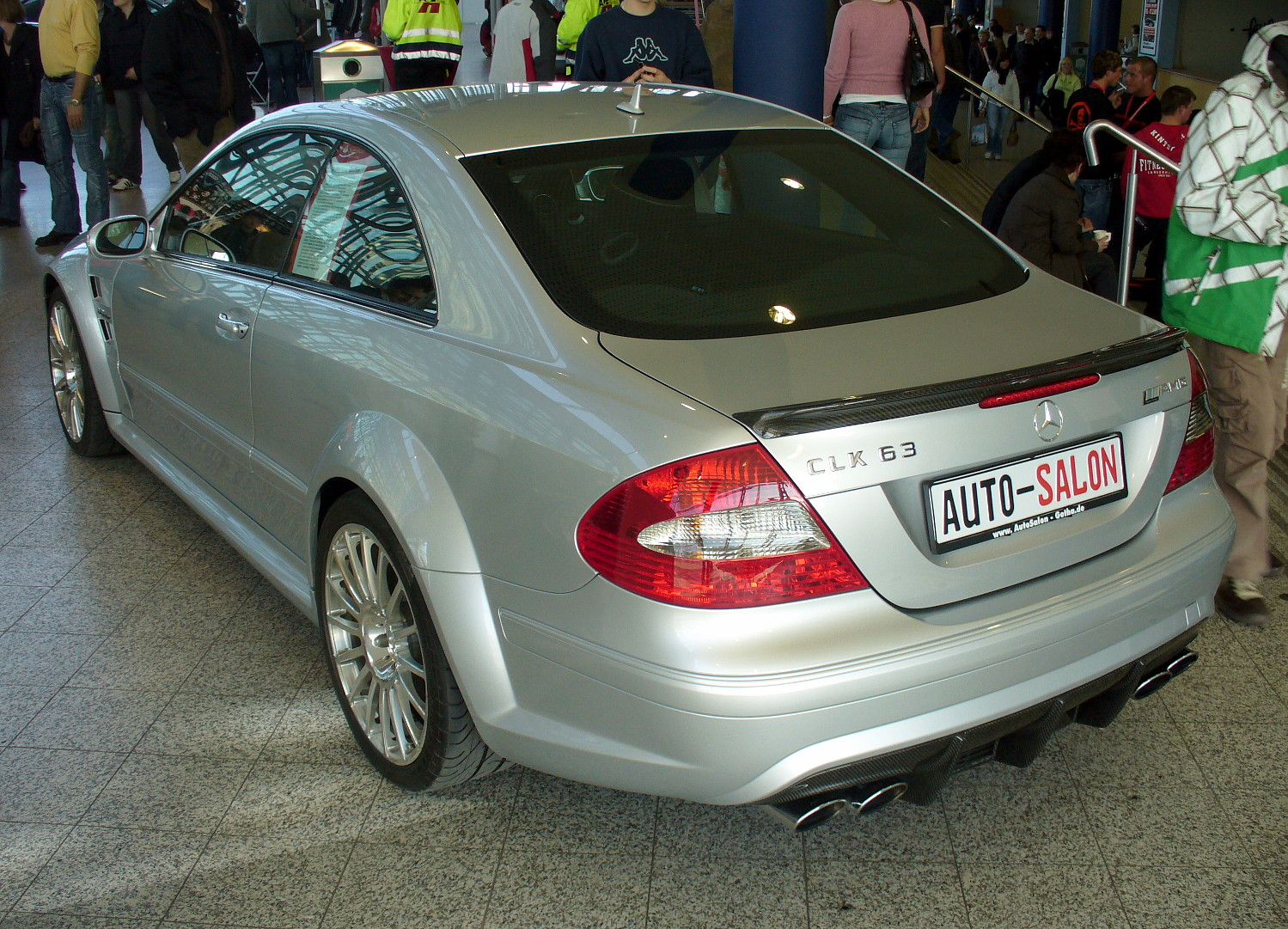
Heckansicht

## Motorvarianten
Anders als in der Vorgängergeneration, der Baureihe 208, gab es für die zwischen Sommer 2002 und Frühjahr 2010 angebotene Baureihe 209 nun auch Dieselmotoren. Erwähnt werden sollte auch der von 2003 bis 2005 angebotene „CLK 200 CGI“ mit 125 kW (170 PS) und Direkteinspritzung, der sein Versprechen bezüglich des Spritsparens in der Realität aber nicht einhielt und nach zwei Jahren wieder aus dem Angebot verschwand.

### Ottomotoren
|                                             | CLK 200 Kompressor                                                     | CLK 200 Kompressor                                                     | CLK 200 CGI (1)                                        | CLK 240                          | CLK 280                                             | CLK 320                                                        | CLK 350                                  | CLK 500                                  | CLK 500 (2)                              | CLK 55 AMG                               | CLK 63 AMG                               | CLK 63 AMG Black Series      | CLK DTM AMG                              |
| ------------------------------------------- | ---------------------------------------------------------------------- | ---------------------------------------------------------------------- | ------------------------------------------------------ | -------------------------------- | --------------------------------------------------- | -------------------------------------------------------------- | ---------------------------------------- | ---------------------------------------- | ---------------------------------------- | ---------------------------------------- | ---------------------------------------- | ---------------------------- | ---------------------------------------- |
| Bauzeitraum                                 | 09/2002–09/2006                                                        | 10/2006–03/2010                                                        | 07/2003–05/2005                                        | 06/2002–05/2005                  | 06/2005–03/2010                                     | 06/2002–05/2005                                                | 06/2005–03/2010                          | 06/2002–05/2006                          | 06/2006–03/2010                          | 09/2002–05/2006                          | 06/2006–03/2010                          | 05/2007–05/2009              | 06/2004–05/2006                          |
| Motorbezeichnung *                          | M 271 E 18 ML                                                          | M 271 E 18 ML                                                          | M 271 DE 18 ML                                         | M 112 E 26                       | M 272 KE 30                                         | M 112 E 32                                                     | M 272 KE 35                              | M 113 E 50                               | M 273 KE 55                              | M 113 E 55 EVO                           | M 156 E 63                               | M 156 E 63                   | M 113 E 55 ML                            |
| Motortyp                                    | R4-Ottomotor                                                           | R4-Ottomotor                                                           | R4-Ottomotor                                           | V6-Ottomotor                     | V6-Ottomotor                                        | V6-Ottomotor                                                   | V6-Ottomotor                             | V8-Ottomotor                             | V8-Ottomotor                             | V8-Ottomotor                             | V8-Ottomotor                             | V8-Ottomotor                 | V8-Ottomotor                             |
| Gemischaufbereitung                         | Saugrohreinspritzung                                                   | Saugrohreinspritzung                                                   | Direkteinspritzung                                     | Saugrohreinspritzung             | Saugrohreinspritzung                                | Saugrohreinspritzung                                           | Saugrohreinspritzung                     | Saugrohreinspritzung                     | Saugrohreinspritzung                     | Saugrohreinspritzung                     | Saugrohreinspritzung                     | Saugrohreinspritzung         | Saugrohreinspritzung                     |
| Motoraufladung                              | Kompressor                                                             | Kompressor                                                             | Kompressor                                             | –                                | –                                                   | –                                                              | –                                        | –                                        | –                                        | –                                        | –                                        | –                            | Kompressor                               |
| Hubraum                                     | 1796 cm³                                                               | 1796 cm³                                                               | 1796 cm³                                               | 2596 cm³                         | 2996 cm³                                            | 3199 cm³                                                       | 3498 cm³                                 | 4966 cm³                                 | 5461 cm³                                 | 5439 cm³                                 | 6208 cm³                                 | 6208 cm³                     | 5439 cm³                                 |
| max. Leistung                               | 120 kW (163 PS) bei 5500/min                                           | 135 kW (184 PS) bei 5500/min                                           | 125 kW (170 PS) bei 5300/min                           | 125 kW (170 PS) bei 5500/min     | 170 kW (231 PS) bei 6000/min                        | 160 kW (218 PS) bei 5700/min                                   | 200 kW (272 PS) bei 6000/min             | 225 kW (306 PS) bei 5600/min             | 285 kW (388 PS) bei 6000/min             | 270 kW (367 PS) bei 5750/min             | 354 kW (481 PS) bei 6800/min             | 373 kW (507 PS) bei 7200/min | 428 kW (582 PS) bei 6100/min             |
| max. Drehmoment                             | 240 Nm bei 3000/min                                                    | 250 Nm bei 2800–5000/min                                               | 250 Nm bei 3000/min                                    | 240 Nm bei 4500/min              | 300 Nm bei 2500–5000/min                            | 310 Nm bei 3000–4600/min                                       | 350 Nm bei 2400–5000/min                 | 460 Nm bei 2700–4250/min                 | 530 Nm bei 2800–4800/min                 | 510 Nm bei 4000/min                      | 630 Nm bei 5000/min                      | 630 Nm bei 5250/min          | 800 Nm bei 3500/min                      |
| Höchstgeschwindigkeit                       | Coupé: 230 km/h (228 km/h)                                             | Cabrio: 225 km/h (223 km/h)                                            | Coupé: 237 km/h (236 km/h) Cabrio: 231 km/h (230 km/h) | Coupé: 231 km/h                  | Coupé: 250 km/h (3) Cabrio: 232 km/h                | Coupé: 250 km/h (3) (250 km/h) (3) Cabrio: 241 km/h (241 km/h) | Coupé: 250 km/h (3) Cabrio: 250 km/h (3) | Coupé: 250 km/h (3) Cabrio: 250 km/h (3) | Coupé: 250 km/h (3) Cabrio: 250 km/h (3) | Coupé: 250 km/h (3) Cabrio: 250 km/h (3) | Coupé: 250 km/h (3) Cabrio: 250 km/h (3) | Coupé: 300 km/h (3)          | Coupé: 320 km/h (3) Cabrio: 300 km/h (3) |
| Beschleunigung 0–100 km/h                   | Coupé: 9,3 s (9,9 s) Cabrio: 9,8 s (10,5 s)                            | Coupé: 8,8 s (9,1 s) Cabrio: 9,3 s (9,6 s)                             | Coupé: 9,2 s                                           | Coupé: 9,2 s Cabrio: 9,7 s       | Coupé: 7,4 s (7,4 s) Cabrio: 7,7 s (7,8 s)          | Coupé: 7,9 s Cabrio: 8,2 s                                     | Coupé: 6,4 s Cabrio: 6,7 s               | Coupé: 6,0 s Cabrio: 6,1 s               | Coupé: 5,2 s Cabrio: 5,3 s               | Coupé: 5,2 s Cabrio: 5,4 s               | Coupé: 4,6 s Cabrio: 4,7 s               | Coupé: 4,3 s                 | Coupé: 3,9 s                             |
| Antriebsart                                 | Hinterradantrieb                                                       | Hinterradantrieb                                                       | Hinterradantrieb                                       | Hinterradantrieb                 | Hinterradantrieb                                    | Hinterradantrieb                                               | Hinterradantrieb                         | Hinterradantrieb                         | Hinterradantrieb                         | Hinterradantrieb                         | Hinterradantrieb                         | Hinterradantrieb             | Hinterradantrieb                         |
| Leergewicht                                 | Coupé: 1665 kg Cabrio: 1785 kg                                         | Coupé: 1550 kg Cabrio: 1675 kg                                         | Coupé: 1550 kg                                         | Coupé: 1575 kg Cabrio: 1700 kg   | Coupé: 1580 kg Cabrio: 1705 kg                      | Coupé: 1605 kg Cabrio: 1730 kg                                 | Coupé: 1615 kg Cabrio: 1735 kg           | Coupé: 1660 kg Cabrio: 1785 kg           | Coupé: 1675 kg Cabrio: 1800 kg           | Coupé: 1715 kg Cabrio: 1820 kg           | Coupé: 1755 kg Cabrio: 1875 kg           | Coupé: 1760 kg               | Coupé: 1690 kg                           |
| zulässiges Gesamtgewicht                    | Coupé: 2135 kg Cabrio: 2250 kg                                         | Coupé: 2020 kg Cabrio: 2145 kg                                         | Coupé: 2020 kg                                         | Coupé: 2030 kg Cabrio: 2155 kg   | Coupé: 2035 kg Cabrio: 2170 kg                      | Coupé: 2060 kg Cabrio: 2185 kg                                 | Coupé: 2050 kg Cabrio: 2190 kg           | Coupé: 2115 kg Cabrio: 2225 kg           | Coupé: 2130 kg Cabrio: 2240 kg           | Coupé: 2120 kg Cabrio: 2225 kg           | Coupé: 2175 kg Cabrio: 2260 kg           | Coupé: 1995 kg               | Coupé: 2040 kg                           |
| Kraftstoffverbrauch (kombiniert) pro 100 km | Coupé: 8,3–8,7 l (8,4–8,7 l) Cabrio: 8,6–8,9 l (8,7–9,0 l)             | Coupé: 8,3–8,7 l (8,4–8,7 l) Cabrio: 8,6–8,9 l (8,7–9,0 l)             | Coupé: 7,8 l                                           | Coupé: 10,6 l Cabrio: 10,9 l     | Coupé: 9,2 l Cabrio: 9,5–9,9 l (9,3–9,6 l)          | Coupé: 10,2 l Cabrio: 10,6 l                                   | Coupé: 9,9–10,0 l Cabrio: 10,1–10,2 l    | Coupé: 11,5 l Cabrio: 11,1–11,6 l        | Coupé: 11,4–11,5 l Cabrio: 11,6–11,7 l   | Coupé: 12,2 l Cabrio: 12,3 l             | Coupé: 14,2 l Cabrio: 14,4 l             | Coupé: 15,4 l                | Coupé: 13,6 l                            |
| Tankinhalt                                  | 62 l                                                                   | 62 l                                                                   | 62 l                                                   | 62 l                             | 62 l                                                | 62 l                                                           | 62 l                                     | 62 l                                     | 62 l                                     | 62 l                                     | 62 l                                     | 62 l                         | 92 l                                     |
| CO2-Emissionen                              | Coupé: 198–207 g/km (200–207 g/km) Cabrio: 205–212 g/km (207–214 g/km) | Coupé: 198–207 g/km (200–207 g/km) Cabrio: 205–212 g/km (207–214 g/km) | Coupé: 188 g/km                                        | Coupé: 254 g/km Cabrio: 262 g/km | Coupé: 220 g/km Cabrio: 227–236 g/km (222–229 g/km) | Coupé: 245 g/km Cabrio: 250 g/km                               | Coupé: 241–244 g/km Cabrio: 241–244 g/km | Coupé: 276 g/km Cabrio: 278 g/km         | Coupé: 270–273 g/km Cabrio: 275–278 g/km | Coupé: 290 g/km Cabrio: 295 g/km         | Coupé: 328 g/km Cabrio: 344 g/km         | Coupé: 369 g/km              | Coupé: 251 g/km                          |
| Abgasnorm                                   | Euro 4                                                                 | Euro 4                                                                 | Euro 4                                                 | Euro 4                           | Euro 4                                              | Euro 4                                                         | Euro 4                                   | Euro 4                                   | Euro 4                                   | Euro 4                                   | Euro 4                                   | Euro 4                       | Euro 4                                   |

Werte in Klammern ( ) ab Höchstgeschwindigkeit für Automatik

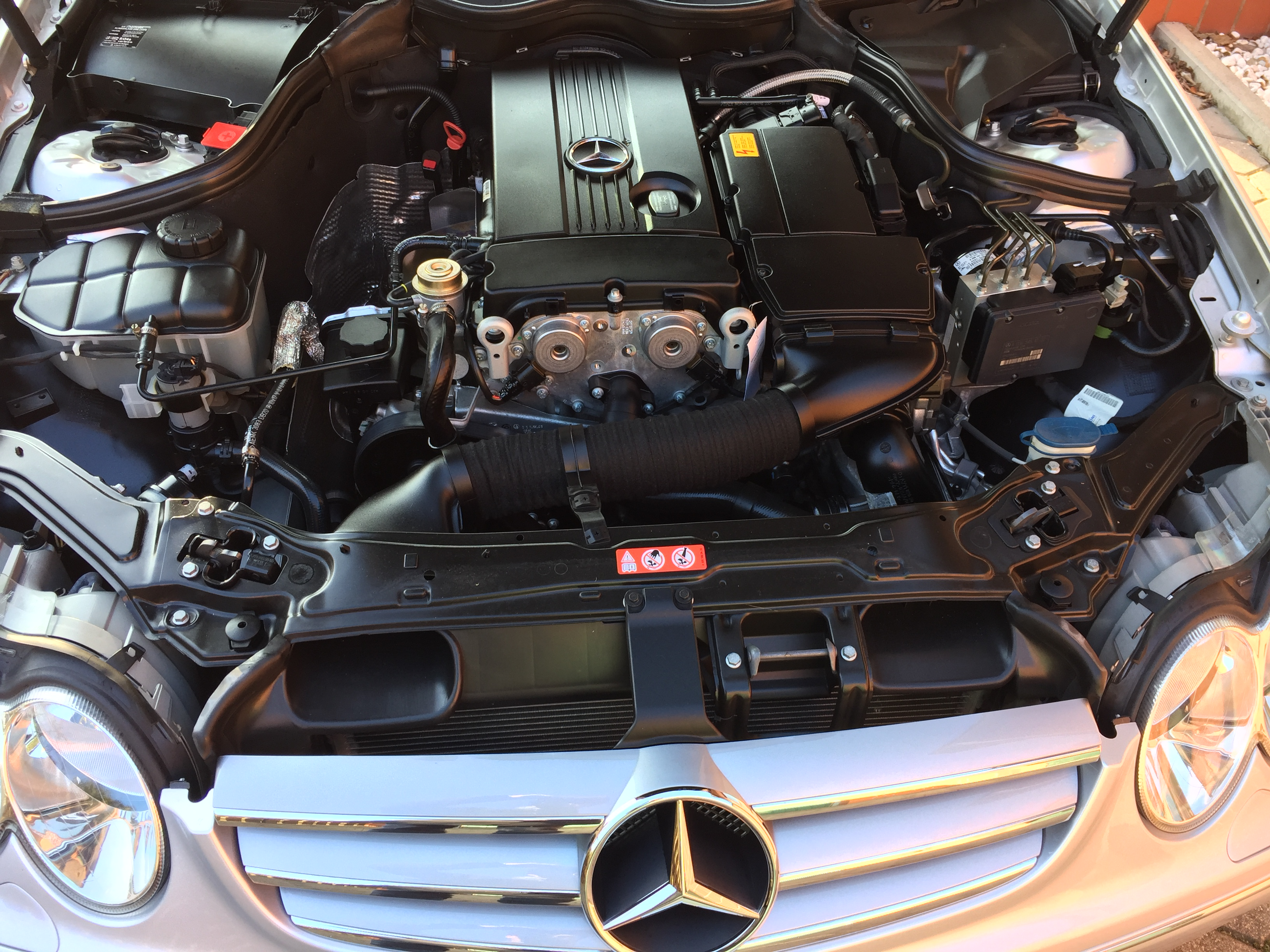
Motorraum eines CLK 200 mit dem M 271 E 18 ML

### Dieselmotoren
|                                             | CLK 220 CDI                        | CLK 270 CDI                    | CLK 320 CDI                                                            |
| ------------------------------------------- | ---------------------------------- | ------------------------------ | ---------------------------------------------------------------------- |
| Bauzeitraum                                 | 01/2005–05/2009                    | 10/2002–05/2005                | 01/2005–03/2010                                                        |
| Motorbezeichnung *                          | OM 646 DE 22 LA                    | OM 612 DE 27 LA                | OM 642 DE 30 LA                                                        |
| Motortyp                                    | R4-Dieselmotor                     | R5-Dieselmotor                 | V6-Dieselmotor                                                         |
| Gemischaufbereitung                         | Common-Rail-Direkteinspritzung     | Common-Rail-Direkteinspritzung | Common-Rail-Direkteinspritzung                                         |
| Motoraufladung                              | Turbolader                         | Turbolader                     | Turbolader                                                             |
| Hubraum                                     | 2148 cm³                           | 2685 cm³                       | 2987 cm³                                                               |
| max. Leistung                               | 110 kW (150 PS) bei 4200/min       | 125 kW (170 PS) bei 4200/min   | 165 kW (224 PS) bei 3800/min                                           |
| max. Drehmoment                             | 340 Nm bei 2000/min                | 400 Nm bei 1800/min            | 415 Nm bei 1400–3800/min (510 Nm bei 1600–2800/min)                    |
| Höchstgeschwindigkeit                       | Coupé: 221 km/h                    | Coupé: 230 km/h                | Coupé: 246 km/h (250 km/h) (1) Cabrio: 242 km/h (246 km/h)             |
| Beschleunigung 0–100 km/h                   | Coupé: 10,2 s (10,4 s)             | Coupé: 9,2 s                   | Coupé: 8,2 s (6,9 s) Cabrio: 8,6 s (7,2 s)                             |
| Antriebsart                                 | Hinterradantrieb                   | Hinterradantrieb               | Hinterradantrieb                                                       |
| Leergewicht                                 | Coupé: 1565 kg                     | Coupé: 1645 kg                 | Coupé: 1660 kg Cabrio: 1785 kg                                         |
| zulässiges Gesamtgewicht                    | Coupé: 2030 kg                     | Coupé: 2100 kg                 | Coupé: 2115 kg Cabrio: 2250 kg                                         |
| Kraftstoffverbrauch (kombiniert) pro 100 km | Coupé: 6,4–6,5 l (6,8–6,9 l)       | Coupé: 6,4 l                   | Coupé: 7,2–7,3 l (7,5–7,7 l) Cabrio: 7,5–7,6 l (7,8–8,0 l)             |
| Tankinhalt                                  | 62 l                               | 62 l                           | 62 l                                                                   |
| CO2-Emissionen                              | Coupé: 169–172 g/km (178–181 g/km) | Coupé: 175 g/km                | Coupé: 190–194 g/km (195–202 g/km) Cabrio: 199–201 g/km (207–212 g/km) |
| Abgasnorm                                   | Euro 4                             | Euro 3                         | Euro 4                                                                 |

Werte in Klammern ( ) ab max. Drehmoment für Automatik
* Die Motorbezeichnung ist wie folgt verschlüsselt:
M = Motor (Otto), OM = Ölmotor (Diesel), Baureihe = 3-stellig, E = Saugrohreinspritzung, DE = Direkteinspritzung, KE = Kanaleinspritzung, Hubraum = Deziliter (gerundet), ML = Kompressor, EVO = Evolution, L = Ladeluftkühlung, A = Abgasturbolader